# Interlands Russisch voetbalelftal 2010-2019
Deze pagina toont een chronologisch en gedetailleerd overzicht van de interlands die het Russisch voetbalelftal heeft gespeeld in de periode 2010 – 2019.

## Interlands

### 2010
|                                                                      |                    |       |                           |                                                                            |
| 3 maart Vriendschappelijk № 588 «onderlinge duels» 19:30 uur (UTC+1) | Hongarije          | 1 – 1 | Rusland                   | ETO Park, Győr Toeschouwers: 10.000 Scheidsrechter: Ante Vučemilović (CRO) |
| 3 maart Vriendschappelijk № 588 «onderlinge duels» 19:30 uur (UTC+1) | Vilmos Vanczák 39' |       | 59' Dinijar Biljaletdinov | ETO Park, Győr Toeschouwers: 10.000 Scheidsrechter: Ante Vučemilović (CRO) |

|                                                                          |                   |       |           |                                                                                     |
| 11 augustus Vriendschappelijk № 589 «onderlinge duels» 17:00 uur (UTC+4) | Rusland           | 1 – 0 | Bulgarije | Petrovski, Sint-Petersburg Toeschouwers: 8.200 Scheidsrechter: Nicola Rizzoli (ITA) |
| 11 augustus Vriendschappelijk № 589 «onderlinge duels» 17:00 uur (UTC+4) | Roman Sjirokov 6' |       |           | Petrovski, Sint-Petersburg Toeschouwers: 8.200 Scheidsrechter: Nicola Rizzoli (ITA) |

|                                                                                     |         |                                                  |         |                                                                                       |
| 3 september EK 2012 kwalificatie Groep B № 590 «onderlinge duels» 18:30 uur (UTC+2) | Andorra | 0 – 2                                            | Rusland | Estadi Comunal, Andorra la Vella Toeschouwers: 1.100 Scheidsrechter: Marco Borg (MLT) |
| 3 september EK 2012 kwalificatie Groep B № 590 «onderlinge duels» 18:30 uur (UTC+2) |         | 14' Pavel Pogrebnjak 64' (pen.) Pavel Pogrebnjak |         | Estadi Comunal, Andorra la Vella Toeschouwers: 1.100 Scheidsrechter: Marco Borg (MLT) |

|                                                                                     |         |                    |           |                                                                                        |
| 7 september EK 2012 kwalificatie Groep B № 591 «onderlinge duels» 17:00 uur (UTC+4) | Rusland | 0 – 1              | Slowakije | Lokomotivstadion, Moskou Toeschouwers: 27.052 Scheidsrechter: Frank De Bleeckere (BEL) |
| 7 september EK 2012 kwalificatie Groep B № 591 «onderlinge duels» 17:00 uur (UTC+4) |         | 27' Miroslav Stoch |           | Lokomotivstadion, Moskou Toeschouwers: 27.052 Scheidsrechter: Frank De Bleeckere (BEL) |

|                                                                                   |                                        |       |                                                              |                                                                            |
| 8 oktober EK 2012 kwalificatie Groep B № 592 «onderlinge duels» 19:45 uur (UTC+1) | Ierland                                | 2 – 3 | Rusland                                                      | Avivastadion, Dublin Toeschouwers: 50.411 Scheidsrechter: Kevin Blom (NED) |
| 8 oktober EK 2012 kwalificatie Groep B № 592 «onderlinge duels» 19:45 uur (UTC+1) | Robbie Keane 72' (pen.) Shane Long 78' |       | 11' Aleksandr Kerzjakov 28' Alan Dzagojev 50' Roman Sjirokov | Avivastadion, Dublin Toeschouwers: 50.411 Scheidsrechter: Kevin Blom (NED) |

|                                                                                    |           |                        |         |                                                                                       |
| 12 oktober EK 2012 kwalificatie Groep B № 593 «onderlinge duels» 19:45 uur (UTC+2) | Macedonië | 0 – 1                  | Rusland | Philip II Arena, Skopje Toeschouwers: 17.000 Scheidsrechter: Stefan Johannesson (SWE) |
| 12 oktober EK 2012 kwalificatie Groep B № 593 «onderlinge duels» 19:45 uur (UTC+2) |           | 8' Aleksandr Kerzjakov |         | Philip II Arena, Skopje Toeschouwers: 17.000 Scheidsrechter: Stefan Johannesson (SWE) |

|                                                                          |         |                                    |        |                                                                                                 |
| 17 november Vriendschappelijk № 594 «onderlinge duels» 17:00 uur (UTC+3) | Rusland | 0 – 2                              | België | Tsentralny Profsojoezstadion, Voronezj Toeschouwers: 31.743 Scheidsrechter: Hannes Kaasik (EST) |
| 17 november Vriendschappelijk № 594 «onderlinge duels» 17:00 uur (UTC+3) |         | 2' Romelu Lukaku 73' Romelu Lukaku |        | Tsentralny Profsojoezstadion, Voronezj Toeschouwers: 31.743 Scheidsrechter: Hannes Kaasik (EST) |

### 2011
|                                                                         |                         |       |         |                                                                                        |
| 9 februari Vriendschappelijk № 595 «onderlinge duels» 20:00 uur (UTC+4) | Iran                    | 1 – 0 | Rusland | Sjeik Zayidstadion, Abu Dhabi Toeschouwers: 8.000 Scheidsrechter: Ali Al-Badwawi (UAE) |
| 9 februari Vriendschappelijk № 595 «onderlinge duels» 20:00 uur (UTC+4) | Mohammad Khalatbari 90' |       |         | Sjeik Zayidstadion, Abu Dhabi Toeschouwers: 8.000 Scheidsrechter: Ali Al-Badwawi (UAE) |

|                                                                                  |         |       |         |                                                                           |
| 26 maart EK 2012 kwalificatie Groep B № 596 «onderlinge duels» 19:00 uur (UTC+4) | Armenië | 0 – 0 | Rusland | Hrazdan, Jerevan Toeschouwers: 14.800 Scheidsrechter: Craig Thomson (SCO) |
| 26 maart EK 2012 kwalificatie Groep B № 596 «onderlinge duels» 19:00 uur (UTC+4) |         |       |         | Hrazdan, Jerevan Toeschouwers: 14.800 Scheidsrechter: Craig Thomson (SCO) |

|                                                                       |                    |       |                          |                                                                                         |
| 29 maart Vriendschappelijk № 597 «onderlinge duels» 20:00 uur (UTC+4) | Qatar              | 1 – 1 | Rusland                  | Jassim Bin Hamadstadion, Doha Toeschouwers: 10.000 Scheidsrechter: Marai Al-Awaji (KSA) |
| 29 maart Vriendschappelijk № 597 «onderlinge duels» 20:00 uur (UTC+4) | Mohammed Kasola 4' |       | 34' Roman Pavljoetsjenko | Jassim Bin Hamadstadion, Doha Toeschouwers: 10.000 Scheidsrechter: Marai Al-Awaji (KSA) |

|                                                                                |                                                                                   |       |                     |                                                                                       |
| 4 juni EK 2012 kwalificatie Groep B № 598 «onderlinge duels» 19:00 uur (UTC+4) | Rusland                                                                           | 3 – 1 | Armenië             | Petrovski, Sint-Petersburg Toeschouwers: 20.500 Scheidsrechter: Stéphane Lannoy (FRA) |
| 4 juni EK 2012 kwalificatie Groep B № 598 «onderlinge duels» 19:00 uur (UTC+4) | Roman Pavljoetsjenko 26' Roman Pavljoetsjenko 59' Roman Pavljoetsjenko 73' (pen.) |       | 25' Markos Pizzelli | Petrovski, Sint-Petersburg Toeschouwers: 20.500 Scheidsrechter: Stéphane Lannoy (FRA) |

|                                                                     |         |       |          |                                                                                     |
| 7 juni Vriendschappelijk № 599 «onderlinge duels» 19:30 uur (UTC+2) | Rusland | 0 – 0 | Kameroen | Red Bull Arena, Salzburg Toeschouwers: 3.000 Scheidsrechter: Thomas Einwaller (AUT) |
| 7 juni Vriendschappelijk № 599 «onderlinge duels» 19:30 uur (UTC+2) |         |       |          | Red Bull Arena, Salzburg Toeschouwers: 3.000 Scheidsrechter: Thomas Einwaller (AUT) |

|                                                                          |                      |       |        |                                                                                    |
| 10 augustus Vriendschappelijk № 600 «onderlinge duels» 19:00 uur (UTC+4) | Rusland              | 1 – 0 | Servië | Lokomotivstadion, Moskou Toeschouwers: 27.000 Scheidsrechter: Ovidiu Haţegan (ROM) |
| 10 augustus Vriendschappelijk № 600 «onderlinge duels» 19:00 uur (UTC+4) | Pavel Pogrebnjak 53' |       |        | Lokomotivstadion, Moskou Toeschouwers: 27.000 Scheidsrechter: Ovidiu Haţegan (ROM) |

|                                                                                     |                  |       |           |                                                                                                |
| 2 september EK 2012 kwalificatie Groep B № 601 «onderlinge duels» 20:00 uur (UTC+4) | Rusland          | 1 – 0 | Macedonië | Olympisch Stadion Loezjniki, Moskou Toeschouwers: 30.000 Scheidsrechter: Bülent Yıldırım (TUR) |
| 2 september EK 2012 kwalificatie Groep B № 601 «onderlinge duels» 20:00 uur (UTC+4) | Igor Semsjov 41' |       |           | Olympisch Stadion Loezjniki, Moskou Toeschouwers: 30.000 Scheidsrechter: Bülent Yıldırım (TUR) |

|                                                                                     |         |       |         |                                                                                            |
| 6 september EK 2012 kwalificatie Groep B № 602 «onderlinge duels» 19:00 uur (UTC+4) | Rusland | 0 – 0 | Ierland | Olympisch Stadion Loezjniki, Moskou Toeschouwers: 48.717 Scheidsrechter: Felix Brych (GER) |
| 6 september EK 2012 kwalificatie Groep B № 602 «onderlinge duels» 19:00 uur (UTC+4) |         |       |         | Olympisch Stadion Loezjniki, Moskou Toeschouwers: 48.717 Scheidsrechter: Felix Brych (GER) |

|                                                                                   |           |                   |         |                                                                                      |
| 7 oktober EK 2012 kwalificatie Groep B № 603 «onderlinge duels» 20:15 uur (UTC+2) | Slowakije | 0 – 1             | Rusland | Štadión pod Dubňom, Žilina Toeschouwers: 10.087 Scheidsrechter: Jonas Eriksson (SWE) |
| 7 oktober EK 2012 kwalificatie Groep B № 603 «onderlinge duels» 20:15 uur (UTC+2) |           | 71' Alan Dzagojev |         | Štadión pod Dubňom, Žilina Toeschouwers: 10.087 Scheidsrechter: Jonas Eriksson (SWE) |

|                                                                                    | |       |         |                                                                                           |
| 11 oktober EK 2012 kwalificatie Groep B № 604 «onderlinge duels» 21:45 uur (UTC+4) | Rusland | 6 – 0 | Andorra | Olympisch Stadion Loezjniki, Moskou Toeschouwers: 38.790 Scheidsrechter: Eli Hacmon (ISR) |
| 11 oktober EK 2012 kwalificatie Groep B № 604 «onderlinge duels» 21:45 uur (UTC+4) | Alan Dzagojev 5' Sergej Ignasjevitsj 26' Roman Pavljoetsjenko 30' Alan Dzagojev 44' Denis Gloesjakov 59' Dinijar Biljaletdinov 78' |       |         | Olympisch Stadion Loezjniki, Moskou Toeschouwers: 38.790 Scheidsrechter: Eli Hacmon (ISR) |

|                                                                          |                        |       |                   |                                                                                              |
| 11 november Vriendschappelijk № 605 «onderlinge duels» 21:30 uur (UTC+2) | Griekenland            | 1 – 1 | Rusland           | Georgios Karaiskákisstadion, Piraeus Toeschouwers: 10.000 Scheidsrechter: Tony Chapron (FRA) |
| 11 november Vriendschappelijk № 605 «onderlinge duels» 21:30 uur (UTC+2) | Kostas Katsouranis 60' |       | 2' Roman Sjirokov | Georgios Karaiskákisstadion, Piraeus Toeschouwers: 10.000 Scheidsrechter: Tony Chapron (FRA) |

### 2012
|                                                                          |            |                                       |         |                                                                          |
| 29 februari Vriendschappelijk № 606 «onderlinge duels» 19:45 uur (UTC+1) | Denemarken | 0 – 2                                 | Rusland | Parken, Kopenhagen Toeschouwers: 13.593 Scheidsrechter: István Vad (HUN) |
| 29 februari Vriendschappelijk № 606 «onderlinge duels» 19:45 uur (UTC+1) |            | 4' Roman Sjirokov 45' Andrej Arsjavin |         | Parken, Kopenhagen Toeschouwers: 13.593 Scheidsrechter: István Vad (HUN) |

|                                                                     |                         |       |                 |                                                                                |
| 24 mei Vriendschappelijk № 607 «onderlinge duels» 20:45 uur (UTC+4) | Rusland                 | 1 – 1 | Uruguay         | Lokomotivstadion, Moskou Toeschouwers: 20.000 Scheidsrechter: Kevin Blom (NED) |
| 24 mei Vriendschappelijk № 607 «onderlinge duels» 20:45 uur (UTC+4) | Aleksandr Kerzjakov 49' |       | 48' Luis Suárez | Lokomotivstadion, Moskou Toeschouwers: 20.000 Scheidsrechter: Kevin Blom (NED) |

|                                                                     |          |       |         |                                                                                           |
| 29 mei Vriendschappelijk № 608 «onderlinge duels» 19:45 uur (UTC+2) | Litouwen | 0 – 0 | Rusland | Centre Sportif de Colovray, Nyon Toeschouwers: 1.000 Scheidsrechter: Mauro Bergonzi (ITA) |
| 29 mei Vriendschappelijk № 608 «onderlinge duels» 19:45 uur (UTC+2) |          |       |         | Centre Sportif de Colovray, Nyon Toeschouwers: 1.000 Scheidsrechter: Mauro Bergonzi (ITA) |

|                                                                     |        |                                                               |         |                                                                             |
| 1 juni Vriendschappelijk № 609 «onderlinge duels» 20:45 uur (UTC+2) | Italië | 0 – 3                                                         | Rusland | Letzigrund, Zürich Toeschouwers: 20.000 Scheidsrechter: Nikolaj Hänni (SUI) |
| 1 juni Vriendschappelijk № 609 «onderlinge duels» 20:45 uur (UTC+2) |        | 60' Aleksandr Kerzjakov 75' Roman Sjirokov 89' Roman Sjirokov |         | Letzigrund, Zürich Toeschouwers: 20.000 Scheidsrechter: Nikolaj Hänni (SUI) |

| Europees kampioenschap voetbal 2012 |
| ----------------------------------- |

|                                                                   |                                                                                 |       |                  |                                                                                 |
| 8 juni EK 2012 Groep A № 610 «onderlinge duels» 20:45 uur (UTC+2) | Rusland                                                                         | 4 – 1 | Tsjechië         | Stadion Miejski, Wrocław Toeschouwers: 40.000 Scheidsrechter: Howard Webb (ENG) |
| 8 juni EK 2012 Groep A № 610 «onderlinge duels» 20:45 uur (UTC+2) | Alan Dzagojev 15' Roman Sjirokov 24' Alan Dzagojev 79' Roman Pavljoetsjenko 82' |       | 52' Václav Pilař | Stadion Miejski, Wrocław Toeschouwers: 40.000 Scheidsrechter: Howard Webb (ENG) |

|                                                                    |                          |       |                   |                                                                                       |
| 12 juni EK 2012 Groep A № 611 «onderlinge duels» 20:45 uur (UTC+2) | Polen                    | 1 – 1 | Rusland           | Nationaal Stadion, Warschau Toeschouwers: 55.920 Scheidsrechter: Wolfgang Stark (GER) |
| 12 juni EK 2012 Groep A № 611 «onderlinge duels» 20:45 uur (UTC+2) | Jakub Błaszczykowski 57' |       | 37' Alan Dzagojev | Nationaal Stadion, Warschau Toeschouwers: 55.920 Scheidsrechter: Wolfgang Stark (GER) |

|                                                                    |                          |       |         |                                                                                       |
| 16 juni EK 2012 Groep A № 612 «onderlinge duels» 20:45 uur (UTC+2) | Griekenland              | 1 – 0 | Rusland | Nationaal Stadion, Warschau Toeschouwers: 55.614 Scheidsrechter: Jonas Eriksson (SWE) |
| 16 juni EK 2012 Groep A № 612 «onderlinge duels» 20:45 uur (UTC+2) | Giorgos Karagounis 45+2' |       |         | Nationaal Stadion, Warschau Toeschouwers: 55.614 Scheidsrechter: Jonas Eriksson (SWE) |

|  |  |  |  |  |  |  |  |  |

|                                                                          |                   |       |                |                                                                                  |
| 15 augustus Vriendschappelijk № 613 «onderlinge duels» 19:00 uur (UTC+4) | Rusland           | 1 – 1 | Ivoorkust      | Lokomotivstadion, Moskou Toeschouwers: 17.000 Scheidsrechter: Cüneyt Çakır (TUR) |
| 15 augustus Vriendschappelijk № 613 «onderlinge duels» 19:00 uur (UTC+4) | Alan Dzagojev 55' |       | 77' Max Gradel | Lokomotivstadion, Moskou Toeschouwers: 17.000 Scheidsrechter: Cüneyt Çakır (TUR) |

|                                                                                     |                                                |       |               |                                                                                   |
| 7 september WK 2014 kwalificatie Groep F № 614 «onderlinge duels» 19:00 uur (UTC+4) | Rusland                                        | 2 – 0 | Noord-Ierland | Lokomotivstadion, Moskou Toeschouwers: 12.000 Scheidsrechter: Antonio Mateu (ESP) |
| 7 september WK 2014 kwalificatie Groep F № 614 «onderlinge duels» 19:00 uur (UTC+4) | Viktor Fajzoelin 30' Roman Sjirokov 78' (pen.) |       |               | Lokomotivstadion, Moskou Toeschouwers: 12.000 Scheidsrechter: Antonio Mateu (ESP) |

|                                                                                      |        |                                                                                           |         |                                                                                         |
| 11 september WK 2014 kwalificatie Groep F № 615 «onderlinge duels» 20:00 uur (UTC+3) | Israël | 0 – 4                                                                                     | Rusland | Ramat Ganstadion, Ramat Gan Toeschouwers: 30.000 Scheidsrechter: Mark Clattenburg (ENG) |
| 11 september WK 2014 kwalificatie Groep F № 615 «onderlinge duels» 20:00 uur (UTC+3) |        | 6' Aleksandr Kerzjakov 18' Aleksandr Kokorin 64' Aleksandr Kerzjakov 77' Viktor Fajzoelin |         | Ramat Ganstadion, Ramat Gan Toeschouwers: 30.000 Scheidsrechter: Mark Clattenburg (ENG) |

|                                                                                    |                        |       |          |                                                                                              |
| 12 oktober WK 2014 kwalificatie Groep F № 616 «onderlinge duels» 19:00 uur (UTC+4) | Rusland                | 1 – 0 | Portugal | Olympisch Stadion Loezjniki, Moskou Toeschouwers: 70.000 Scheidsrechter: Viktor Kassai (HUN) |
| 12 oktober WK 2014 kwalificatie Groep F № 616 «onderlinge duels» 19:00 uur (UTC+4) | Aleksandr Kerzjakov 6' |       |          | Olympisch Stadion Loezjniki, Moskou Toeschouwers: 70.000 Scheidsrechter: Viktor Kassai (HUN) |

|                                                                                    |                           |       |              |                                                                                                   |
| 16 oktober WK 2014 kwalificatie Groep F № 617 «onderlinge duels» 19:00 uur (UTC+4) | Rusland                   | 1 – 0 | Azerbeidzjan | Olympisch Stadion Loezjniki, Moskou Toeschouwers: 15.000 Scheidsrechter: Aleksandar Stavrev (MKD) |
| 16 oktober WK 2014 kwalificatie Groep F № 617 «onderlinge duels» 19:00 uur (UTC+4) | Roman Sjirokov 84' (pen.) |       |              | Olympisch Stadion Loezjniki, Moskou Toeschouwers: 15.000 Scheidsrechter: Aleksandar Stavrev (MKD) |

|                                                                          |                                            |       |                                      |                                                                                    |
| 14 november Vriendschappelijk № 618 «onderlinge duels» 19:00 uur (UTC+4) | Rusland                                    | 2 – 2 | Verenigde Staten                     | Koebanstadion, Krasnodar Toeschouwers: 28.200 Scheidsrechter: Nicola Rizzoli (ITA) |
| 14 november Vriendschappelijk № 618 «onderlinge duels» 19:00 uur (UTC+4) | Fjodor Smolov 9' Roman Sjirokov 84' (pen.) |       | 76' Michael Bradley 90' Mix Diskerud | Koebanstadion, Krasnodar Toeschouwers: 28.200 Scheidsrechter: Nicola Rizzoli (ITA) |

### 2013
|                                                                         |         |                                    |         |                                                                                                 |
| 6 februari Vriendschappelijk № 619 «onderlinge duels» 20:30 uur (UTC+1) | IJsland | 0 – 2                              | Rusland | Estadio Municipal de Marbella, Marbella Toeschouwers: 2.000 Scheidsrechter: Antonio Mateu (ESP) |
| 6 februari Vriendschappelijk № 619 «onderlinge duels» 20:30 uur (UTC+1) |         | 43' Roman Sjirokov 66' Oleg Sjatov |         | Estadio Municipal de Marbella, Marbella Toeschouwers: 2.000 Scheidsrechter: Antonio Mateu (ESP) |

|                                                                     |          |       |                      |                                                                                |
| 25 maart Vriendschappelijk № 620 «onderlinge duels» 19:30 uur (UTC) | Brazilië | 1 – 1 | Rusland              | Stamford Bridge, Londen Toeschouwers: 38.000 Scheidsrechter: Howard Webb (ENG) |
| 25 maart Vriendschappelijk № 620 «onderlinge duels» 19:30 uur (UTC) | Fred 90' |       | 73' Viktor Fajzoelin | Stamford Bridge, Londen Toeschouwers: 38.000 Scheidsrechter: Howard Webb (ENG) |

|                                                                                |                    |       |         |                                                                                   |
| 7 juni WK 2014 kwalificatie Groep F № 621 «onderlinge duels» 20:45 uur (UTC+1) | Portugal           | 1 – 0 | Rusland | Estádio da Luz, Lissabon Toeschouwers: 54.600 Scheidsrechter: Damir Skomina (SLO) |
| 7 juni WK 2014 kwalificatie Groep F № 621 «onderlinge duels» 20:45 uur (UTC+1) | Hélder Postiga 90' |       |         | Estádio da Luz, Lissabon Toeschouwers: 54.600 Scheidsrechter: Damir Skomina (SLO) |

|                                                                                     |                     |       |         |                                                                                   |
| 14 augustus WK 2014 kwalificatie Groep F № 622 «onderlinge duels» 19:45 uur (UTC+1) | Noord-Ierland       | 1 – 0 | Rusland | Windsor Park, Belfast Toeschouwers: 11.805 Scheidsrechter: Tom Harald Hagen (NOR) |
| 14 augustus WK 2014 kwalificatie Groep F № 622 «onderlinge duels» 19:45 uur (UTC+1) | Martin Paterson 43' |       |         | Windsor Park, Belfast Toeschouwers: 11.805 Scheidsrechter: Tom Harald Hagen (NOR) |

|                                                                                     |                                                                                            |       |                      |                                                                                |
| 6 september WK 2014 kwalificatie Groep F № 623 «onderlinge duels» 19:30 uur (UTC+4) | Rusland                                                                                    | 4 – 1 | Luxemburg            | Centraalstadion, Kazan Toeschouwers: 18.525 Scheidsrechter: Bobby Madden (SCO) |
| 6 september WK 2014 kwalificatie Groep F № 623 «onderlinge duels» 19:30 uur (UTC+4) | Aleksandr Kokorin 1' Aleksandr Kokorin 36' Aleksandr Kerzjakov 60' Aleksandr Samedov 90+3' |       | 90' Aurélien Joachim | Centraalstadion, Kazan Toeschouwers: 18.525 Scheidsrechter: Bobby Madden (SCO) |

|                                                                                      |                                                                   |       |                   |                                                                                    |
| 10 september WK 2014 kwalificatie Groep F № 624 «onderlinge duels» 19:00 uur (UTC+4) | Rusland                                                           | 3 – 1 | Israël            | Petrovski, Sint-Petersburg Toeschouwers: 21.107 Scheidsrechter: Manuel Gräfe (GER) |
| 10 september WK 2014 kwalificatie Groep F № 624 «onderlinge duels» 19:00 uur (UTC+4) | Vasili Berezoetski 50' Aleksandr Kokorin 52' Denis Gloesjakov 74' |       | 90+3' Eran Zahavi | Petrovski, Sint-Petersburg Toeschouwers: 21.107 Scheidsrechter: Manuel Gräfe (GER) |

|                                                                                    |           |                                                                                          |         |                                                                                        |
| 11 oktober WK 2014 kwalificatie Groep F № 625 «onderlinge duels» 20:30 uur (UTC+2) | Luxemburg | 0 – 4                                                                                    | Rusland | Stade Josy Barthel, Luxemburg Toeschouwers: 5.334 Scheidsrechter: Stéphan Studer (SUI) |
| 11 oktober WK 2014 kwalificatie Groep F № 625 «onderlinge duels» 20:30 uur (UTC+2) |           | 9' Aleksandr Samedov 39' Viktor Fajzoelin 45+2' Denis Gloesjakov 73' Aleksandr Kerzjakov |         | Stade Josy Barthel, Luxemburg Toeschouwers: 5.334 Scheidsrechter: Stéphan Studer (SUI) |

|                                                                                    |                   |       |                    |                                                                               |
| 15 oktober WK 2014 kwalificatie Groep F № 626 «onderlinge duels» 21:00 uur (UTC+4) | Azerbeidzjan      | 1 – 1 | Rusland            | Bakcell Arena, Bakoe Toeschouwers: 11.000 Scheidsrechter: Milorad Mažić (SRB) |
| 15 oktober WK 2014 kwalificatie Groep F № 626 «onderlinge duels» 21:00 uur (UTC+4) | Vagif Javadov 90' |       | 16' Roman Sjirokov | Bakcell Arena, Bakoe Toeschouwers: 11.000 Scheidsrechter: Milorad Mažić (SRB) |

|                                                                          |                       |       |                    |                                                                                   |
| 15 november Vriendschappelijk № 627 «onderlinge duels» 20:30 uur (UTC+4) | Rusland               | 1 – 1 | Servië             | Zabeelstadion, Dubai Toeschouwers: 6.000 Scheidsrechter: Mohamed Al-Zarouni (UAE) |
| 15 november Vriendschappelijk № 627 «onderlinge duels» 20:30 uur (UTC+4) | Aleksandr Samedov 30' |       | 31' Filip Đorđević | Zabeelstadion, Dubai Toeschouwers: 6.000 Scheidsrechter: Mohamed Al-Zarouni (UAE) |

|                                                                          |                                      |       |                  |                                                                             |
| 19 november Vriendschappelijk № 628 «onderlinge duels» 18:00 uur (UTC+4) | Rusland                              | 2 – 1 | Zuid-Korea       | Zabeelstadion, Dubai Toeschouwers: 7.000 Scheidsrechter: Ahmad Hashmi (UAE) |
| 19 november Vriendschappelijk № 628 «onderlinge duels» 18:00 uur (UTC+4) | Fjodor Smolov 12' Dmitri Tarasov 59' |       | 6' Kim Shin-wook | Zabeelstadion, Dubai Toeschouwers: 7.000 Scheidsrechter: Ahmad Hashmi (UAE) |

### 2014
|                                                                  |                                                  |       |         |                                                                                     |
| 5 maart Vriendschappelijk № 629 «onderlinge duels» 18:00 (UTC+4) | Rusland                                          | 2 – 0 | Armenië | Koebanstadion, Krasnodar Toeschouwers: 22.000 Scheidsrechter: Alberto Undiano (ESP) |
| 5 maart Vriendschappelijk № 629 «onderlinge duels» 18:00 (UTC+4) | Aleksandr Kokorin 21' Dmitri Kombarov 43' (pen.) |       |         | Koebanstadion, Krasnodar Toeschouwers: 22.000 Scheidsrechter: Alberto Undiano (ESP) |

|                                                                 |                         |       |           |                                                                                        |
| 26 mei Vriendschappelijk № 630 «onderlinge duels» 18:00 (UTC+4) | Rusland                 | 1 – 0 | Slowakije | Petrovski, Sint-Petersburg Toeschouwers: 12.000 Scheidsrechter: Mark Clattenburg (ENG) |
| 26 mei Vriendschappelijk № 630 «onderlinge duels» 18:00 (UTC+4) | Aleksandr Kerzjakov 82' |       |           | Petrovski, Sint-Petersburg Toeschouwers: 12.000 Scheidsrechter: Mark Clattenburg (ENG) |

|                                                                     |                      |       |                |                                                                                   |
| 31 mei Vriendschappelijk № 631 «onderlinge duels» 16:00 uur (UTC+2) | Noorwegen            | 1 – 1 | Rusland        | Ullevaalstadion, Oslo Toeschouwers: 11.486 Scheidsrechter: Stephan Klossner (SUI) |
| 31 mei Vriendschappelijk № 631 «onderlinge duels» 16:00 uur (UTC+2) | Anders Konradsen 77' |       | 3' Oleg Sjatov | Ullevaalstadion, Oslo Toeschouwers: 11.486 Scheidsrechter: Stephan Klossner (SUI) |

|                                                                     |                                          |       |         |                                                                                    |
| 6 juni Vriendschappelijk № 632 «onderlinge duels» 18:00 uur (UTC+4) | Rusland                                  | 2 – 0 | Marokko | Lokomotivstadion, Moskou Toeschouwers: 10.000 Scheidsrechter: Pavel Královec (CZE) |
| 6 juni Vriendschappelijk № 632 «onderlinge duels» 18:00 uur (UTC+4) | Vasili Berezoetski 29' Joeri Zjirkov 58' |       |         | Lokomotivstadion, Moskou Toeschouwers: 10.000 Scheidsrechter: Pavel Královec (CZE) |

| Wereldkampioenschap voetbal 2014 |
| -------------------------------- |

|                                                            |                         |       |                 |                                                                                 |
| 17 juni WK 2014 № 633 «onderlinge duels» 18:00 uur (UTC−4) | Rusland                 | 1 – 1 | Zuid-Korea      | Arena Pantanal, Cuiabá Toeschouwers: 37.603 Scheidsrechter: Néstor Pitana (ARG) |
| 17 juni WK 2014 № 633 «onderlinge duels» 18:00 uur (UTC−4) | Aleksandr Kerzjakov 74' |       | 68' Lee Keun-ho | Arena Pantanal, Cuiabá Toeschouwers: 37.603 Scheidsrechter: Néstor Pitana (ARG) |

|                                                            |                  |       |         |                                                                                 |
| 22 juni WK 2014 № 634 «onderlinge duels» 13:00 uur (UTC−3) | België           | 1 – 0 | Rusland | Maracanã, Rio de Janeiro Toeschouwers: 73.819 Scheidsrechter: Felix Brych (GER) |
| 22 juni WK 2014 № 634 «onderlinge duels» 13:00 uur (UTC−3) | Divock Origi 88' |       |         | Maracanã, Rio de Janeiro Toeschouwers: 73.819 Scheidsrechter: Felix Brych (GER) |

|                                                            |                   |       |                      |                                                                                    |
| 26 juni WK 2014 № 635 «onderlinge duels» 17:00 uur (UTC−3) | Algerije          | 1 – 1 | Rusland              | Arena da Baixada, Curitiba Toeschouwers: 39.311 Scheidsrechter: Cüneyt Çakır (TUR) |
| 26 juni WK 2014 № 635 «onderlinge duels» 17:00 uur (UTC−3) | Islam Slimani 60' |       | 6' Aleksandr Kokorin | Arena da Baixada, Curitiba Toeschouwers: 39.311 Scheidsrechter: Cüneyt Çakır (TUR) |

|  |  |  |  |  |  |  |  |  |

|                                                                          |                                                                                            |       |              |                                                                                |
| 3 september Vriendschappelijk № 636 «onderlinge duels» 19:00 uur (UTC+4) | Rusland                                                                                    | 4 – 0 | Azerbeidzjan | Arena Chimki, Chimki Toeschouwers: 3.500 Scheidsrechter: Ravshan Irmatov (UZB) |
| 3 september Vriendschappelijk № 636 «onderlinge duels» 19:00 uur (UTC+4) | Aleksandr Kerzjakov 6' Aleksandr Kerzjakov 12' Sergej Ignasjevitsj 41' Vladimir Granat 81' |       |              | Arena Chimki, Chimki Toeschouwers: 3.500 Scheidsrechter: Ravshan Irmatov (UZB) |

|                                                                                 |                                                                                           |       |               |                                                                                      |
| 8 september EK 2016 kwalificatie Groep G № 637 «onderlinge duels» 20:00 (UTC+4) | Rusland                                                                                   | 4 – 0 | Liechtenstein | Arena Chimki, Chimki Toeschouwers: 11.236 Scheidsrechter: Sébastien Delferière (BEL) |
| 8 september EK 2016 kwalificatie Groep G № 637 «onderlinge duels» 20:00 (UTC+4) | Martin Büchel 4' (e.d.) Franz Burgmeier 50' (e.d.) Dmitri Kombarov 54' Artjom Dzjoeba 65' |       |               | Arena Chimki, Chimki Toeschouwers: 11.236 Scheidsrechter: Sébastien Delferière (BEL) |

|                                                                              |                  |       |                       |                                                                                |
| 9 oktober EK-kwalificatie Groep G № 638 «onderlinge duels» 20:45 uur (UTC+2) | Zweden           | 1 – 1 | Rusland               | Friends Arena, Solna Toeschouwers: 49.023 Scheidsrechter: Nicola Rizzoli (ITA) |
| 9 oktober EK-kwalificatie Groep G № 638 «onderlinge duels» 20:45 uur (UTC+2) | Ola Toivonen 49' |       | 10' Aleksandr Kokorin | Friends Arena, Solna Toeschouwers: 49.023 Scheidsrechter: Nicola Rizzoli (ITA) |

|                                                                               |                           |       |                        |                                                                                        |
| 12 oktober EK-kwalificatie Groep G № 639 «onderlinge duels» 20:00 uur (UTC+4) | Rusland                   | 1 – 1 | Moldavië               | Otkrytieje Arena, Moskou Toeschouwers: 30.017 Scheidsrechter: Kristinn Jakobsson (ISL) |
| 12 oktober EK-kwalificatie Groep G № 639 «onderlinge duels» 20:00 uur (UTC+4) | Artjom Dzjoeba 73' (pen.) |       | 74' Alexandru Epureanu | Otkrytieje Arena, Moskou Toeschouwers: 30.017 Scheidsrechter: Kristinn Jakobsson (ISL) |

|                                                                            |                  |       |         |                                                                                       |
| 15 november EK-kwalificatie Groep G № 640 «onderlinge duels» 18:00 (UTC+1) | Oostenrijk       | 1 – 0 | Rusland | Ernst Happelstadion, Wenen Toeschouwers: 47.500 Scheidsrechter: Martin Atkinson (ENG) |
| 15 november EK-kwalificatie Groep G № 640 «onderlinge duels» 18:00 (UTC+1) | Rubin Okotie 73' |       |         | Ernst Happelstadion, Wenen Toeschouwers: 47.500 Scheidsrechter: Martin Atkinson (ENG) |

|                                                                      |                     |       |                                                 |                                                                                  |
| 18 november Vriendschappelijk № 641 «onderlinge duels» 20:30 (UTC+1) | Hongarije           | 1 – 2 | Rusland                                         | Groupama Arena, Boedapest Toeschouwers: 5.100 Scheidsrechter: Cüneyt Çakır (TUR) |
| 18 november Vriendschappelijk № 641 «onderlinge duels» 20:30 (UTC+1) | Nemanja Nikolić 86' |       | 49' Sergej Ignasjevitsj 80' Aleksandr Kerzjakov | Groupama Arena, Boedapest Toeschouwers: 5.100 Scheidsrechter: Cüneyt Çakır (TUR) |

### 2015
|                                                                         |            |         |         |                                                                                        |
| 27 maart EK-kwalificatie Groep G № 642 «onderlinge duels» 20:45 (UTC+1) | Montenegro | 0 – 3 r | Rusland | Pod Goricomstadion, Podgorica Toeschouwers: 12.000 Scheidsrechter: Deniz Aytekin (GER) |
| 27 maart EK-kwalificatie Groep G № 642 «onderlinge duels» 20:45 (UTC+1) |            |         |         | Pod Goricomstadion, Podgorica Toeschouwers: 12.000 Scheidsrechter: Deniz Aytekin (GER) |

|                                                                   |         |       |            |                                                                                  |
| 31 maart Vriendschappelijk № 643 «onderlinge duels» 20:00 (UTC+3) | Rusland | 0 – 0 | Kazachstan | Arena Chimki, Chimki Toeschouwers: 6.000 Scheidsrechter: Aleksej Koelbakov (BLR) |
| 31 maart Vriendschappelijk № 643 «onderlinge duels» 20:00 (UTC+3) |         |       |            | Arena Chimki, Chimki Toeschouwers: 6.000 Scheidsrechter: Aleksej Koelbakov (BLR) |

|                                                                 |                                                                                               |       |                                         |                                                                              |
| 7 juni Vriendschappelijk № 644 «onderlinge duels» 18:00 (UTC+3) | Rusland                                                                                       | 4 – 2 | Wit-Rusland                             | Arena Chimki, Chimki Toeschouwers: 4.500 Scheidsrechter: Ivan Kružliak (SVK) |
| 7 juni Vriendschappelijk № 644 «onderlinge duels» 18:00 (UTC+3) | Aleksandr Kokorin 20' Aleksandr Golovin 77' Aleksej Mirantsjoek 83' Aleksandr Kerzjakov 90+1' |       | 51' Sjarhej Kisljak 66' Sjarhej Kisljak | Arena Chimki, Chimki Toeschouwers: 4.500 Scheidsrechter: Ivan Kružliak (SVK) |

|                                                                            |         |                |            |                                                                                   |
| 14 juni EK-kwalificatie Groep G № 645 «onderlinge duels» 19:00 uur (UTC+3) | Rusland | 0 – 1          | Oostenrijk | Otkrytieje Arena, Moskou Toeschouwers: 35.000 Scheidsrechter: Milorad Mažić (SRB) |
| 14 juni EK-kwalificatie Groep G № 645 «onderlinge duels» 19:00 uur (UTC+3) |         | 33' Marc Janko |            | Otkrytieje Arena, Moskou Toeschouwers: 35.000 Scheidsrechter: Milorad Mažić (SRB) |

|                                                                                |                    |       |        |                                                                                      |
| 5 september EK-kwalificatie Groep G № 646 «onderlinge duels» 19:00 uur (UTC+3) | Rusland            | 1 – 0 | Zweden | Otkrytieje Arena, Moskou Toeschouwers: 42.000 Scheidsrechter: Mark Clattenburg (ENG) |
| 5 september EK-kwalificatie Groep G № 646 «onderlinge duels» 19:00 uur (UTC+3) | Artjom Dzjoeba 38' |       |        | Otkrytieje Arena, Moskou Toeschouwers: 42.000 Scheidsrechter: Mark Clattenburg (ENG) |

|                                                                                |               | |         |                                                                                |
| 8 september EK-kwalificatie Groep G № 647 «onderlinge duels» 20:45 uur (UTC+2) | Liechtenstein | 0 – 7 | Rusland | Rheinparkstadion, Vaduz Toeschouwers: 2.874 Scheidsrechter: Bobby Madden (SCO) |
| 8 september EK-kwalificatie Groep G № 647 «onderlinge duels» 20:45 uur (UTC+2) |               | 21' Artjom Dzjoeba 40' (pen.) Aleksandr Kokorin 45' Artjom Dzjoeba 73' Artjom Dzjoeba 77' Fjodor Smolov 85' Alan Dzagojev 90' Artjom Dzjoeba |         | Rheinparkstadion, Vaduz Toeschouwers: 2.874 Scheidsrechter: Bobby Madden (SCO) |

|                                                                              |                      |       |                                            |                                                                                        |
| 9 oktober EK-kwalificatie Groep G № 648 «onderlinge duels» 21:45 uur (UTC+3) | Moldavië             | 1 – 2 | Rusland                                    | Zimbrustadion, Chisinau Toeschouwers: 10.244 Scheidsrechter: Mihalis Koukoulakis (GRE) |
| 9 oktober EK-kwalificatie Groep G № 648 «onderlinge duels» 21:45 uur (UTC+3) | Eugeniu Cebotaru 85' |       | 58' Sergej Ignasjevitsj 78' Artjom Dzjoeba | Zimbrustadion, Chisinau Toeschouwers: 10.244 Scheidsrechter: Mihalis Koukoulakis (GRE) |

|                                                                               |                                               |       |            |                                                                                       |
| 12 oktober EK-kwalificatie Groep G № 649 «onderlinge duels» 19:00 uur (UTC+3) | Rusland                                       | 2 – 0 | Montenegro | Otkrytieje Arena, Moskou Toeschouwers: 37.800 Scheidsrechter: Svein Oddvar Moen (NOR) |
| 12 oktober EK-kwalificatie Groep G № 649 «onderlinge duels» 19:00 uur (UTC+3) | Oleg Koezmin 33' Aleksandr Kokorin 37' (pen.) |       |            | Otkrytieje Arena, Moskou Toeschouwers: 37.800 Scheidsrechter: Svein Oddvar Moen (NOR) |

|                                                                          |                    |       |          |                                                                                   |
| 14 november Vriendschappelijk № 650 «onderlinge duels» 17:00 uur (UTC+3) | Rusland            | 1 – 0 | Portugal | Koebanstadion, Krasnodar Toeschouwers: 32.000 Scheidsrechter: Milorad Mažić (SRB) |
| 14 november Vriendschappelijk № 650 «onderlinge duels» 17:00 uur (UTC+3) | Roman Sjirokov 89' |       |          | Koebanstadion, Krasnodar Toeschouwers: 32.000 Scheidsrechter: Milorad Mažić (SRB) |

|                                                                          |                   |       |                                                             |                                                                                      |
| 17 november Vriendschappelijk № 651 «onderlinge duels» 19:00 uur (UTC+3) | Rusland           | 1 – 3 | Kroatië                                                     | Olimp-2, Rostov aan de Don Toeschouwers: 15.000 Scheidsrechter: Clément Turpin (FRA) |
| 17 november Vriendschappelijk № 651 «onderlinge duels» 19:00 uur (UTC+3) | Fjodor Smolov 14' |       | 57' Nikola Kalinić 60' Marcelo Brozović 82' Mario Mandžukić | Olimp-2, Rostov aan de Don Toeschouwers: 15.000 Scheidsrechter: Clément Turpin (FRA) |

### 2016
|                                                                       |                                                              |       |          |                                                                                    |
| 26 maart Vriendschappelijk № 652 «onderlinge duels» 19:00 uur (UTC+3) | Rusland                                                      | 3 – 0 | Litouwen | Otkrytieje Arena, Moskou Toeschouwers: 35.406 Scheidsrechter: Daniele Orsato (ITA) |
| 26 maart Vriendschappelijk № 652 «onderlinge duels» 19:00 uur (UTC+3) | Fjodor Smolov 41' Aleksandr Golovin 61' Denis Gloesjakov 72' |       |          | Otkrytieje Arena, Moskou Toeschouwers: 35.406 Scheidsrechter: Daniele Orsato (ITA) |

|                                                                       |                                                                              |       |                                         |                                                                                       |
| 29 maart Vriendschappelijk № 653 «onderlinge duels» 21:00 uur (UTC+2) | Frankrijk                                                                    | 4 – 2 | Rusland                                 | Stade de France, Saint-Denis Toeschouwers: 65.000 Scheidsrechter: Craig Thomson (SCO) |
| 29 maart Vriendschappelijk № 653 «onderlinge duels» 21:00 uur (UTC+2) | N'Golo Kanté 9' André-Pierre Gignac 38' Dimitri Payet 64' Kingsley Coman 76' |       | 56' Aleksandr Kokorin 68' Joeri Zjirkov | Stade de France, Saint-Denis Toeschouwers: 65.000 Scheidsrechter: Craig Thomson (SCO) |

|                                                                     |                                   |       |                      |                                                                                              |
| 1 juni Vriendschappelijk № 654 «onderlinge duels» 18:00 uur (UTC+2) | Tsjechië                          | 2 – 1 | Rusland              | Tivoli Stadion Tirol, Innsbruck Toeschouwers: 650 Scheidsrechter: Robert Schörgenhofer (AUT) |
| 1 juni Vriendschappelijk № 654 «onderlinge duels» 18:00 uur (UTC+2) | Tomáš Rosický 49' Tomáš Necid 90' |       | 6' Aleksandr Kokorin | Tivoli Stadion Tirol, Innsbruck Toeschouwers: 650 Scheidsrechter: Robert Schörgenhofer (AUT) |

|                                                                 |                    |       |                         |                                                                             |
| 5 juni Vriendschappelijk № 655 «onderlinge duels» 18:00 (UTC+2) | Rusland            | 1 – 1 | Servië                  | Stade Louis II, Monaco Toeschouwers: 500 Scheidsrechter: Ruddy Buquet (FRA) |
| 5 juni Vriendschappelijk № 655 «onderlinge duels» 18:00 (UTC+2) | Artjom Dzjoeba 85' |       | 88' Aleksandar Mitrović | Stade Louis II, Monaco Toeschouwers: 500 Scheidsrechter: Ruddy Buquet (FRA) |

| Europees kampioenschap voetbal 2016 |
| ----------------------------------- |

|                                                                    |               |       |                          |                                                                                      |
| 11 juni EK 2016 Groep B № 656 «onderlinge duels» 21:00 uur (UTC+2) | Engeland      | 1 – 1 | Rusland                  | Stade Vélodrome, Marseille Toeschouwers: 62.343 Scheidsrechter: Nicola Rizzoli (ITA) |
| 11 juni EK 2016 Groep B № 656 «onderlinge duels» 21:00 uur (UTC+2) | Eric Dier 71' |       | 90+2' Vasili Berezoetski | Stade Vélodrome, Marseille Toeschouwers: 62.343 Scheidsrechter: Nicola Rizzoli (ITA) |

|                                                                    |                      |       |                                     | |
| 15 juni EK 2016 Groep B № 657 «onderlinge duels» 15:00 uur (UTC+2) | Rusland              | 1 – 2 | Slowakije                           | Grand Stade Lille Métropole, Villeneuve-d'Ascq Toeschouwers: 38.989 Scheidsrechter: Damir Skomina (SLO) |
| 15 juni EK 2016 Groep B № 657 «onderlinge duels» 15:00 uur (UTC+2) | Denis Gloesjakov 80' |       | 32' Vladimír Weiss 45' Marek Hamšík | Grand Stade Lille Métropole, Villeneuve-d'Ascq Toeschouwers: 38.989 Scheidsrechter: Damir Skomina (SLO) |

|                                                                    |         |                                                  |       |                                                                                       |
| 20 juni EK 2016 Groep B № 658 «onderlinge duels» 21:00 uur (UTC+2) | Rusland | 0 – 3                                            | Wales | Stadium Municipal, Toulouse Toeschouwers: 28.840 Scheidsrechter: Jonas Eriksson (SWE) |
| 20 juni EK 2016 Groep B № 658 «onderlinge duels» 21:00 uur (UTC+2) |         | 11' Aaron Ramsey 20' Neil Taylor 67' Gareth Bale |       | Stadium Municipal, Toulouse Toeschouwers: 28.840 Scheidsrechter: Jonas Eriksson (SWE) |

|  |  |  |  |  |  |  |  |  |

|                                                                      |         |       |         |                                                                                 |
| 31 augustus Vriendschappelijk № 659 «onderlinge duels» 21:30 (UTC+3) | Turkije | 0 – 0 | Rusland | Antalya Arena, Antalya Toeschouwers: 31.000 Scheidsrechter: Damir Skomina (SLO) |
| 31 augustus Vriendschappelijk № 659 «onderlinge duels» 21:30 (UTC+3) |         |       |         | Antalya Arena, Antalya Toeschouwers: 31.000 Scheidsrechter: Damir Skomina (SLO) |

|                                                                      |                   |       |       |                                                                                   |
| 6 september Vriendschappelijk № 660 «onderlinge duels» 19:00 (UTC+3) | Rusland           | 1 – 0 | Ghana | Lokomotivstadion, Moskou Toeschouwers: 20.000 Scheidsrechter: Aliyar Ağayev (AZE) |
| 6 september Vriendschappelijk № 660 «onderlinge duels» 19:00 (UTC+3) | Fjodor Smolov 20' |       |       | Lokomotivstadion, Moskou Toeschouwers: 20.000 Scheidsrechter: Aliyar Ağayev (AZE) |

|                                                                    |                                                             |       |                                                                                            |                                                                                     |
| 9 oktober Vriendschappelijk № 661 «onderlinge duels» 16:00 (UTC+3) | Rusland                                                     | 3 – 4 | Costa Rica                                                                                 | Koebanstadion, Krasnodar Toeschouwers: 34.200 Scheidsrechter: Ravshan Irmatov (UZB) |
| 9 oktober Vriendschappelijk № 661 «onderlinge duels» 16:00 (UTC+3) | Aleksandr Samedov 21' Artjom Dzjoeba 48' Artjom Dzjoeba 61' |       | 23' Randall Azofeifa 29' Bryan Ruiz 45' (e.d.) Vasili Berezoetski 90' (pen.) Joel Campbell | Koebanstadion, Krasnodar Toeschouwers: 34.200 Scheidsrechter: Ravshan Irmatov (UZB) |

|                                                                          |                                              |       |                             |                                                                                        |
| 11 november Vriendschappelijk № 662 «onderlinge duels» 18:00 uur (UTC+3) | Qatar                                        | 2 – 1 | Rusland                     | Jassim Bin Hamadstadion, Doha Toeschouwers: 4.503 Scheidsrechter: Cristian Balaj (ROM) |
| 11 november Vriendschappelijk № 662 «onderlinge duels» 18:00 uur (UTC+3) | Boualem Khoukhi 35' (pen.) Karim Boudiaf 72' |       | 5' (pen.) Aleksandr Samedov | Jassim Bin Hamadstadion, Doha Toeschouwers: 4.503 Scheidsrechter: Cristian Balaj (ROM) |

|                                                                          |                       |       |          |                                                                                   |
| 15 november Vriendschappelijk № 663 «onderlinge duels» 19:00 uur (UTC+3) | Rusland               | 1 – 0 | Roemenië | Achmat Arena, Grozny Toeschouwers: 30.000 Scheidsrechter: Aleksej Koelbakov (BLR) |
| 15 november Vriendschappelijk № 663 «onderlinge duels» 19:00 uur (UTC+3) | Magomed Ozdojev 90+3' |       |          | Achmat Arena, Grozny Toeschouwers: 30.000 Scheidsrechter: Aleksej Koelbakov (BLR) |

### 2017
|                                                                       |         |                                       |           |                                                                                    |
| 24 maart Vriendschappelijk № 664 «onderlinge duels» 19:00 uur (UTC+3) | Rusland | 0 – 2                                 | Ivoorkust | Koebanstadion, Krasnodar Toeschouwers: 26.000 Scheidsrechter: Ovidiu Haţegan (ROM) |
| 24 maart Vriendschappelijk № 664 «onderlinge duels» 19:00 uur (UTC+3) |         | 30' Jonathan Kodjia 70' Wilfried Zaha |           | Koebanstadion, Krasnodar Toeschouwers: 26.000 Scheidsrechter: Ovidiu Haţegan (ROM) |

|                                                                       |                                                                   |       |                                                                       |                                                                                             |
| 28 maart Vriendschappelijk № 665 «onderlinge duels» 19:00 uur (UTC+3) | Rusland                                                           | 3 – 3 | België                                                                | Olympisch Stadion Fisjt, Sotsji Toeschouwers: 39.000 Scheidsrechter: Szymon Marciniak (POL) |
| 28 maart Vriendschappelijk № 665 «onderlinge duels» 19:00 uur (UTC+3) | Viktor Vasin 3' Aleksej Mirantsjoek 74' Aleksandr Boecharov 90+2' |       | 17' (pen.) Kevin Mirallas 42' Christian Benteke 45' Christian Benteke | Olympisch Stadion Fisjt, Sotsji Toeschouwers: 39.000 Scheidsrechter: Szymon Marciniak (POL) |

|                                                                     |           |                                                            |         |                                                                                        |
| 5 juni Vriendschappelijk № 666 «onderlinge duels» 20:30 uur (UTC+2) | Hongarije | 0 – 3                                                      | Rusland | Groupama Arena, Boedapest Toeschouwers: 12.000 Scheidsrechter: Christian Dingert (GER) |
| 5 juni Vriendschappelijk № 666 «onderlinge duels» 20:30 uur (UTC+2) |           | 20' Fjodor Smolov 40' (e.d.) Márton Eppel 89' Dmitry Poloz |         | Groupama Arena, Boedapest Toeschouwers: 12.000 Scheidsrechter: Christian Dingert (GER) |

|                                                                     |                  |       |                   |                                                                                |
| 9 juni Vriendschappelijk № 667 «onderlinge duels» 20:00 uur (UTC+4) | Rusland          | 1 – 1 | Chili             | VEB Arena, Moskou Toeschouwers: 15.000 Scheidsrechter: Jesús Gil Manzano (ESP) |
| 9 juni Vriendschappelijk № 667 «onderlinge duels» 20:00 uur (UTC+4) | Viktor Vasin 67' |       | 56' Mauricio Isla | VEB Arena, Moskou Toeschouwers: 15.000 Scheidsrechter: Jesús Gil Manzano (ESP) |

| FIFA Confederations Cup |
| ----------------------- |

|                                                                                    |                                             |       |               |                                                                                               |
| 17 juni FIFA Confederations Cup Groep A № 668 «onderlinge duels» 18:00 uur (UTC+3) | Rusland                                     | 2 – 0 | Nieuw-Zeeland | Nieuwe Zenitstadion, Sint-Petersburg Toeschouwers: 50.251 Scheidsrechter: Wilmar Roldán (COL) |
| 17 juni FIFA Confederations Cup Groep A № 668 «onderlinge duels» 18:00 uur (UTC+3) | Michael Boxall 31' (e.d.) Fjodor Smolov 69' |       |               | Nieuwe Zenitstadion, Sint-Petersburg Toeschouwers: 50.251 Scheidsrechter: Wilmar Roldán (COL) |

|                                                                                    |         |                      |          |                                                                                     |
| 17 juni FIFA Confederations Cup Groep A № 669 «onderlinge duels» 18:00 uur (UTC+3) | Rusland | 0 – 1                | Portugal | Otkrytieje Arena, Moskou Toeschouwers: 42.759 Scheidsrechter: Gianluca Rocchi (ITA) |
| 17 juni FIFA Confederations Cup Groep A № 669 «onderlinge duels» 18:00 uur (UTC+3) |         | 9' Cristiano Ronaldo |          | Otkrytieje Arena, Moskou Toeschouwers: 42.759 Scheidsrechter: Gianluca Rocchi (ITA) |

|                                                                                    |                                      |       |                       |                                                                                |
| 24 juni FIFA Confederations Cup Groep A № 670 «onderlinge duels» 18:00 uur (UTC+3) | Mexico                               | 2 – 1 | Rusland               | Kazan Arena, Kazan Toeschouwers: 41.585 Scheidsrechter: Fahad Al-Mirdasi (KSA) |
| 24 juni FIFA Confederations Cup Groep A № 670 «onderlinge duels» 18:00 uur (UTC+3) | Néstor Araujo 30' Hirving Lozano 52' |       | 25' Aleksandr Samedov | Kazan Arena, Kazan Toeschouwers: 41.585 Scheidsrechter: Fahad Al-Mirdasi (KSA) |

|  |  |  |  |  |  |  |  |  |

|                                                                        |                                                                                           |       |                                      |                                                                            |
| 7 oktober Vriendschappelijk № 671 «onderlinge duels» 17:00 uur (UTC+3) | Rusland                                                                                   | 4 – 2 | Zuid-Korea                           | VEB Arena, Moskou Toeschouwers: 24.183 Scheidsrechter: Viktor Kassai (HUN) |
| 7 oktober Vriendschappelijk № 671 «onderlinge duels» 17:00 uur (UTC+3) | Fjodor Smolov 44' Kim Ju-young 55' (e.d.) Kim Ju-young 57' (e.d.) Aleksej Mirantsjoek 83' |       | 87' Kwon Kyung-won 90+3' Ji Dong-won | VEB Arena, Moskou Toeschouwers: 24.183 Scheidsrechter: Viktor Kassai (HUN) |

|                                                                         |                  |       |                   |                                                                             |
| 10 oktober Vriendschappelijk № 672 «onderlinge duels» 19:00 uur (UTC+3) | Rusland          | 1 – 1 | Iran              | Kazan Arena, Kazan Toeschouwers: 33.240 Scheidsrechter: Milorad Mažić (SRB) |
| 10 oktober Vriendschappelijk № 672 «onderlinge duels» 19:00 uur (UTC+3) | Dmitry Poloz 74' |       | 57' Sardar Azmoun | Kazan Arena, Kazan Toeschouwers: 33.240 Scheidsrechter: Milorad Mažić (SRB) |

|                                                                          |         |                   |            |                                                                                              |
| 10 november Vriendschappelijk № 673 «onderlinge duels» 16:00 uur (UTC+3) | Rusland | 0 – 1             | Argentinië | Olympisch Stadion Loezjniki, Moskou Toeschouwers: 78.750 Scheidsrechter: Damir Skomina (SLO) |
| 10 november Vriendschappelijk № 673 «onderlinge duels» 16:00 uur (UTC+3) |         | 86' Sergio Agüero |            | Olympisch Stadion Loezjniki, Moskou Toeschouwers: 78.750 Scheidsrechter: Damir Skomina (SLO) |

|                                                                          |                                                             |       |                                                               |                                                                                                 |
| 14 november Vriendschappelijk № 674 «onderlinge duels» 21:45 uur (UTC+3) | Rusland                                                     | 3 – 3 | Spanje                                                        | Nieuwe Zenitstadion, Sint-Petersburg Toeschouwers: 45.480 Scheidsrechter: Gianluca Rocchi (ITA) |
| 14 november Vriendschappelijk № 674 «onderlinge duels» 21:45 uur (UTC+3) | Fjodor Smolov 41' Aleksej Mirantsjoek 51' Fjodor Smolov 70' |       | 9' Jordi Alba 35' (pen.) Sergio Ramos 53' (pen.) Sergio Ramos | Nieuwe Zenitstadion, Sint-Petersburg Toeschouwers: 45.480 Scheidsrechter: Gianluca Rocchi (ITA) |

### 2018
|                                                                       |         |                                                       |          |                                                                                                  |
| 23 maart Vriendschappelijk № 675 «onderlinge duels» 20:00 uur (UTC+3) | Rusland | 0 – 3                                                 | Brazilië | Olympisch Stadion Loezjniki, Moskou Toeschouwers: 59.263 Scheidsrechter: Aleksej Koelbakov (BLR) |
| 23 maart Vriendschappelijk № 675 «onderlinge duels» 20:00 uur (UTC+3) |         | 53' Miranda 62' (pen.) Philippe Coutinho 66' Paulinho |          | Olympisch Stadion Loezjniki, Moskou Toeschouwers: 59.263 Scheidsrechter: Aleksej Koelbakov (BLR) |

|                                                                       |                   |       |                                                    |                                                                                                   |
| 27 maart Vriendschappelijk № 676 «onderlinge duels» 18:50 uur (UTC+3) | Rusland           | 1 – 3 | Frankrijk                                          | Nieuwe Zenitstadion, Sint-Petersburg Toeschouwers: 50.000 Scheidsrechter: Gediminas Mažeika (LTU) |
| 27 maart Vriendschappelijk № 676 «onderlinge duels» 18:50 uur (UTC+3) | Fjodor Smolov 68' |       | 40' Kylian Mbappé 49' Paul Pogba 83' Kylian Mbappé | Nieuwe Zenitstadion, Sint-Petersburg Toeschouwers: 50.000 Scheidsrechter: Gediminas Mažeika (LTU) |

|                                                                     |                       |       |         |                                                                                        |
| 30 mei Vriendschappelijk № 677 «onderlinge duels» 20:45 uur (UTC+2) | Oostenrijk            | 1 – 0 | Rusland | Tivoli Stadion Tirol, Innsbruck Toeschouwers: 14.500 Scheidsrechter: Bas Nijhuis (NED) |
| 30 mei Vriendschappelijk № 677 «onderlinge duels» 20:45 uur (UTC+2) | Alessandro Schöpf 28' |       |         | Tivoli Stadion Tirol, Innsbruck Toeschouwers: 14.500 Scheidsrechter: Bas Nijhuis (NED) |

|                                                                     |                       |       |                 |                                                                             |
| 5 juni Vriendschappelijk № 678 «onderlinge duels» 19:00 uur (UTC+3) | Rusland               | 1 – 1 | Turkije         | VEB Arena, Moskou Toeschouwers: 27.423 Scheidsrechter: Ovidiu Haţegan (ROU) |
| 5 juni Vriendschappelijk № 678 «onderlinge duels» 19:00 uur (UTC+3) | Aleksandr Samedov 36' |       | 60' Yunus Mallı | VEB Arena, Moskou Toeschouwers: 27.423 Scheidsrechter: Ovidiu Haţegan (ROU) |

| Wereldkampioenschap voetbal 2018 |
| -------------------------------- |

|                                                                    | |       |               |                                                                                              |
| 14 juni WK 2018 Groep A № 679 «onderlinge duels» 17:00 uur (UTC+3) | Rusland                                                                                                   | 5 – 0 | Saoedi-Arabië | Olympisch Stadion Loezjniki, Moskou Toeschouwers: 78.011 Scheidsrechter: Néstor Pitana (ARG) |
| 14 juni WK 2018 Groep A № 679 «onderlinge duels» 17:00 uur (UTC+3) | Joeri Gazinski 12' Denis Tsjerysjev 43' Artjom Dzjoeba 71' Denis Tsjerysjev 90+1' Aleksandr Golovin 90+4' |       |               | Olympisch Stadion Loezjniki, Moskou Toeschouwers: 78.011 Scheidsrechter: Néstor Pitana (ARG) |

|                                                                    |                                                                |       |                          |                                                                                                 |
| 19 juni WK 2018 Groep A № 680 «onderlinge duels» 20:00 uur (UTC+3) | Rusland                                                        | 3 – 1 | Egypte                   | Nieuwe Zenitstadion, Sint-Petersburg Toeschouwers: 64.468 Scheidsrechter: Enrique Cáceres (PAR) |
| 19 juni WK 2018 Groep A № 680 «onderlinge duels» 20:00 uur (UTC+3) | Ahmed Fathy 47' (e.d.) Denis Tsjerysjev 59' Artjom Dzjoeba 62' |       | 73' (pen.) Mohamed Salah | Nieuwe Zenitstadion, Sint-Petersburg Toeschouwers: 64.468 Scheidsrechter: Enrique Cáceres (PAR) |

|                                                                    |                                                                |       |         |                                                                                 |
| 25 juni WK 2018 Groep A № 681 «onderlinge duels» 16:00 uur (UTC+4) | Uruguay                                                        | 3 – 0 | Rusland | Cosmos Arena, Samara Toeschouwers: 41.970 Scheidsrechter: Malang Diedhiou (SEN) |
| 25 juni WK 2018 Groep A № 681 «onderlinge duels» 16:00 uur (UTC+4) | Luis Suárez 10' Denis Tsjerysjev 23' (e.d.) Edinson Cavani 90' |       |         | Cosmos Arena, Samara Toeschouwers: 41.970 Scheidsrechter: Malang Diedhiou (SEN) |

|                                                                          |                                                          |              |                                                                      |                                                                                              |
| 1 juli WK 2018 Achtste finale № 682 «onderlinge duels» 17:00 uur (UTC+3) | Spanje                                                   | 1 – 1 (n.v.) | Rusland                                                              | Olympisch Stadion Loezjniki, Moskou Toeschouwers: 78.011 Scheidsrechter: Björn Kuipers (NED) |
| 1 juli WK 2018 Achtste finale № 682 «onderlinge duels» 17:00 uur (UTC+3) | Sergej Ignasjevitsj 12' (e.d.)                           |              | 41' Artjom Dzjoeba                                                   | Olympisch Stadion Loezjniki, Moskou Toeschouwers: 78.011 Scheidsrechter: Björn Kuipers (NED) |
| 1 juli WK 2018 Achtste finale № 682 «onderlinge duels» 17:00 uur (UTC+3) | Strafschoppen                                            |              |                                                                      | Olympisch Stadion Loezjniki, Moskou Toeschouwers: 78.011 Scheidsrechter: Björn Kuipers (NED) |
| 1 juli WK 2018 Achtste finale № 682 «onderlinge duels» 17:00 uur (UTC+3) | Andrés Iniesta Gerard Piqué Koke Sergio Ramos Iago Aspas | 3 – 4        | Fjodor Smolov Sergej Ignasjevitsj Aleksandr Golovin Denis Tsjerysjev | Olympisch Stadion Loezjniki, Moskou Toeschouwers: 78.011 Scheidsrechter: Björn Kuipers (NED) |

|                                                                   |                                                                                 |              |                                                                      |                                                                                         |
| 7 juli WK 2018 Kwartfinale № 683 «onderlinge duels» 21:00 (UTC+3) | Rusland                                                                         | 2 – 2 (n.v.) | Kroatië                                                              | Olympisch Stadion Fisjt, Sotsji Toeschouwers: 44.000 Scheidsrechter: Sandro Ricci (BRA) |
| 7 juli WK 2018 Kwartfinale № 683 «onderlinge duels» 21:00 (UTC+3) | Denis Tsjerysjev 31' Mário Fernandes 115'                                       |              | 39' Andrej Kramarić 101' Domagoj Vida                                | Olympisch Stadion Fisjt, Sotsji Toeschouwers: 44.000 Scheidsrechter: Sandro Ricci (BRA) |
| 7 juli WK 2018 Kwartfinale № 683 «onderlinge duels» 21:00 (UTC+3) | Strafschoppen                                                                   |              |                                                                      | Olympisch Stadion Fisjt, Sotsji Toeschouwers: 44.000 Scheidsrechter: Sandro Ricci (BRA) |
| 7 juli WK 2018 Kwartfinale № 683 «onderlinge duels» 21:00 (UTC+3) | Fjodor Smolov Alan Dzagojev Mário Fernandes Sergej Ignasjevitsj Daler Koezjajev | 3 – 4        | Marcelo Brozović Mateo Kovačić Luka Modrić Domagoj Vida Ivan Rakitić | Olympisch Stadion Fisjt, Sotsji Toeschouwers: 44.000 Scheidsrechter: Sandro Ricci (BRA) |

|  |  |  |  |  |  |  |  |  |

|                                                                                     |                 |       |                                         |                                                                                          |
| 7 september UEFA Nations League Groep B2 № 684 «onderlinge duels» 21:45 uur (UTC+3) | Turkije         | 1 – 2 | Rusland                                 | Şenol Güneşstadion, Trabzon Toeschouwers: 29.702 Scheidsrechter: Artur Soares Dias (POR) |
| 7 september UEFA Nations League Groep B2 № 684 «onderlinge duels» 21:45 uur (UTC+3) | Serdar Aziz 49' |       | 13' Denis Tsjerysjev 49' Artjom Dzjoeba | Şenol Güneşstadion, Trabzon Toeschouwers: 29.702 Scheidsrechter: Artur Soares Dias (POR) |

|                                                                           | |       |                  |                                                                                          |
| 10 september Vriendschappelijk № 685 «onderlinge duels» 19:00 uur (UTC+3) | Rusland                                                                                               | 5 – 1 | Tsjechië         | Rostov Arena, Rostov aan de Don Toeschouwers: 37.800 Scheidsrechter: Aliyar Ağayev (AZE) |
| 10 september Vriendschappelijk № 685 «onderlinge duels» 19:00 uur (UTC+3) | Aleksej Ionov 8' Anton Zabolotni 24' Aleksej Ionov 29' (pen.) Aleksandr Jerochin 78' Dmitry Poloz 83' |       | 74' Tomáš Souček | Rostov Arena, Rostov aan de Don Toeschouwers: 37.800 Scheidsrechter: Aliyar Ağayev (AZE) |

|                                                                                    |         |       |        |                                                                                        |
| 11 oktober UEFA Nations League Groep B2 № 686 «onderlinge duels» 21:45 uur (UTC+2) | Rusland | 0 – 0 | Zweden | Stadion Kaliningrad, Kaliningrad Toeschouwers: 31.698 Scheidsrechter: Luca Banti (ITA) |
| 11 oktober UEFA Nations League Groep B2 № 686 «onderlinge duels» 21:45 uur (UTC+2) |         |       |        | Stadion Kaliningrad, Kaliningrad Toeschouwers: 31.698 Scheidsrechter: Luca Banti (ITA) |

|                                                                                    |                                           |       |         |                                                                                             |
| 14 oktober UEFA Nations League Groep B2 № 687 «onderlinge duels» 19:00 uur (UTC+3) | Rusland                                   | 2 – 0 | Turkije | Olympisch Stadion Fisjt, Sotsji Toeschouwers: 38.288 Scheidsrechter: Paweł Raczkowski (POL) |
| 14 oktober UEFA Nations League Groep B2 № 687 «onderlinge duels» 19:00 uur (UTC+3) | Roman Neustädter 20' Denis Tsjerysjev 78' |       |         | Olympisch Stadion Fisjt, Sotsji Toeschouwers: 38.288 Scheidsrechter: Paweł Raczkowski (POL) |

|                                                                          |                                                |       |         |                                                                                   |
| 15 november Vriendschappelijk № 688 «onderlinge duels» 20:45 uur (UTC+1) | Duitsland                                      | 3 – 0 | Rusland | Red Bull Arena, Leipzig Toeschouwers: 35.288 Scheidsrechter: Sandro Schärer (CHE) |
| 15 november Vriendschappelijk № 688 «onderlinge duels» 20:45 uur (UTC+1) | Leroy Sané 8' Niklas Süle 25' Serge Gnabry 40' |       |         | Red Bull Arena, Leipzig Toeschouwers: 35.288 Scheidsrechter: Sandro Schärer (CHE) |

|                                                                                     |                                     |       |         |                                                                                |
| 20 november UEFA Nations League Groep B2 № 689 «onderlinge duels» 20:45 uur (UTC+1) | Zweden                              | 2 – 0 | Rusland | Friends Arena, Solna Toeschouwers: 20.223 Scheidsrechter: Benoît Bastien (FRA) |
| 20 november UEFA Nations League Groep B2 № 689 «onderlinge duels» 20:45 uur (UTC+1) | Victor Lindelöf 41' Marcus Berg 72' |       |         | Friends Arena, Solna Toeschouwers: 20.223 Scheidsrechter: Benoît Bastien (FRA) |

### 2019
|                                                                             |                                                            |       |                      |                                                                                            |
| 21 maart EK-kwalificatie Groep I № 690 «onderlinge duels» 20:45 uur (UTC+1) | België                                                     | 3 – 1 | Rusland              | Koning Boudewijnstadion, Brussel Toeschouwers: 34.245 Scheidsrechter: Ovidiu Haţegan (ROU) |
| 21 maart EK-kwalificatie Groep I № 690 «onderlinge duels» 20:45 uur (UTC+1) | Youri Tielemans 14' Eden Hazard 45' (pen.) Eden Hazard 88' |       | 16' Denis Tsjerysjev | Koning Boudewijnstadion, Brussel Toeschouwers: 34.245 Scheidsrechter: Ovidiu Haţegan (ROU) |

|                                                                             |            |                                                                                            |         |                                                                                   |
| 24 maart EK-kwalificatie Groep I № 691 «onderlinge duels» 20:00 uur (UTC+6) | Kazachstan | 0 – 4                                                                                      | Rusland | Astana Arena, Nur-Sultan Toeschouwers: 29.582 Scheidsrechter: Slavko Vinčić (SLO) |
| 24 maart EK-kwalificatie Groep I № 691 «onderlinge duels» 20:00 uur (UTC+6) |            | 19' Denis Tsjerysjev 45+2' Denis Tsjerysjev 52' Artjom Dzjoeba 62' (e.d.) Abzal Beisebekov |         | Astana Arena, Nur-Sultan Toeschouwers: 29.582 Scheidsrechter: Slavko Vinčić (SLO) |

|                                                                           | |       |            |                                                                                      |
| 8 juni EK-kwalificatie Groep I № 691 «onderligne duels» 19:00 uur (UTC+3) | Rusland | 9 – 0 | San Marino | Mordovia Arena, Saransk Toeschouwers: 42.241 Scheidsrechter: Mohammed Al-Hakim (SWE) |
| 8 juni EK-kwalificatie Groep I № 691 «onderligne duels» 19:00 uur (UTC+3) | Michele Cevoli 25' (e.d.) Artjom Dzjoeba 31' Fjodor Koedrjasjov 36' Anton Mirantsjoek 41' Artjom Dzjoeba 73' Artjom Dzjoeba 76' Fjodor Smolov 78' Fjodor Smolov 83' Artjom Dzjoeba 88' |       |            | Mordovia Arena, Saransk Toeschouwers: 42.241 Scheidsrechter: Mohammed Al-Hakim (SWE) |

|                                                                            |                   |       |        | |
| 11 juni EK-kwalificatie Groep I № 693 «onderlinge duels» 21:45 uur (UTC+3) | Rusland           | 1 – 0 | Cyprus | Stadion Nizjni Novgorod, Nizjni Novgorod Toeschouwers: 42.228 Scheidsrechter: Marco Di Bello (ITA) |
| 11 juni EK-kwalificatie Groep I № 693 «onderlinge duels» 21:45 uur (UTC+3) | Aleksej Ionov 38' |       |        | Stadion Nizjni Novgorod, Nizjni Novgorod Toeschouwers: 42.228 Scheidsrechter: Marco Di Bello (ITA) |

|                                                                                |                 |       |                                                 |                                                                                          |
| 6 september EK-kwalificatie Groep I № 694 «onderlinge duels» 19:45 uur (UTC+1) | Schotland       | 1 – 2 | Rusland                                         | Hampden Park, Glasgow Toeschouwers: 32.432 Scheidsrechter: Anastasios Sidiropoulos (GRE) |
| 6 september EK-kwalificatie Groep I № 694 «onderlinge duels» 19:45 uur (UTC+1) | John McGinn 11' |       | 40' Artjom Dzjoeba 59' (e.d.) Stephen O'Donnell | Hampden Park, Glasgow Toeschouwers: 32.432 Scheidsrechter: Anastasios Sidiropoulos (GRE) |

|                                                                                |                     |       |            |                                                                                              |
| 9 september EK-kwalificatie Groep I № 695 «onderlinge duels» 20:45 uur (UTC+2) | Rusland             | 1 – 0 | Kazachstan | Stadion Kaliningrad, Kaliningrad Toeschouwers: 31.818 Scheidsrechter: Nikola Dabanović (MNE) |
| 9 september EK-kwalificatie Groep I № 695 «onderlinge duels» 20:45 uur (UTC+2) | Mário Fernandes 89' |       |            | Stadion Kaliningrad, Kaliningrad Toeschouwers: 31.818 Scheidsrechter: Nikola Dabanović (MNE) |

|                                                                               |                                                                                 |       |           |                                                                                             |
| 10 oktober EK-kwalificatie Groep I № 696 «onderlinge duels» 21:45 uur (UTC+3) | Rusland                                                                         | 4 – 0 | Schotland | Olympisch Stadion Loezjniki, Moskou Toeschouwers: 31.818 Scheidsrechter: Jakob Kehlet (DEN) |
| 10 oktober EK-kwalificatie Groep I № 696 «onderlinge duels» 21:45 uur (UTC+3) | Artjom Dzjoeba 57' Magomed Ozdojev 60' Artjom Dzjoeba 70' Aleksandr Golovin 84' |       |           | Olympisch Stadion Loezjniki, Moskou Toeschouwers: 31.818 Scheidsrechter: Jakob Kehlet (DEN) |

|                                                                               |        | |         |                                                                                |
| 13 oktober EK-kwalificatie Groep I № 697 «onderlinge duels» 19:00 uur (UTC+3) | Cyprus | 0 – 5                                                                                                   | Rusland | GSP-stadion, Nicosia Toeschouwers: 9.439 Scheidsrechter: Srđan Jovanović (SRB) |
| 13 oktober EK-kwalificatie Groep I № 697 «onderlinge duels» 19:00 uur (UTC+3) |        | 9' Denis Tsjerysjev 23' Magomed Ozdojev 79' Artjom Dzjoeba 89' Aleksandr Golovin 90+2' Denis Tsjerysjev |         | GSP-stadion, Nicosia Toeschouwers: 9.439 Scheidsrechter: Srđan Jovanović (SRB) |

|                                                                                |                     |       |                                                                      |                                                                                                 |
| 16 november EK-kwalificatie Groep I № 698 «onderlinge duels» 20:00 uur (UTC+3) | Rusland             | 1 – 4 | België                                                               | Krestovskistadion, Sint-Petersburg Toeschouwers: 53.317 Scheidsrechter: Artur Soares Dias (POR) |
| 16 november EK-kwalificatie Groep I № 698 «onderlinge duels» 20:00 uur (UTC+3) | Georgi Dzjikija 79' |       | 19' Thorgan Hazard 33' Eden Hazard 40' Eden Hazard 72' Romelu Lukaku | Krestovskistadion, Sint-Petersburg Toeschouwers: 53.317 Scheidsrechter: Artur Soares Dias (POR) |

|                                                                                |            | |         |                                                                                         |
| 19 november EK-kwalificatie Groep I № 699 «onderlinge duels» 20:45 uur (UTC+1) | San Marino | 0 – 5                                                                                                   | Rusland | Stadio Olimpico, Serravalle Toeschouwers: 1.604 Scheidsrechter: Þorvaldur Árnason (ISL) |
| 19 november EK-kwalificatie Groep I № 699 «onderlinge duels» 20:45 uur (UTC+1) |            | 3' Daler Koezjajev 19' Sergej Petrov 49' Aleksej Mirantsjoek 56' Aleksej Ionov 78' Nikolaj Komlitsjenko |         | Stadio Olimpico, Serravalle Toeschouwers: 1.604 Scheidsrechter: Þorvaldur Árnason (ISL) |

RFS · A-internationals · Bondscoaches · Selecties · Statistieken · Russisch vrouwenelftal · Rusland U21 · Rusland U20 · Rusland U19 · Rusland U18 · Rusland U17 · Rusland U16
1912 – 1914 · 
1992 – 1999 · 
2000 – 2009 · 
2010 – 2019 ·
2020 − 2029
EK 1992** · 
EK 1996 · 
EK 2004 · 
EK 2008 · 
EK 2012 · 
EK 2016 · 
EK 2020
WK 1994 · 
WK 1998 · 
WK 2002 · 
WK 2006 · 
WK 2010 · 
WK 2014 · 
WK 2018
OS 1912
1912 · 
1913 · 
1914 · 
1915–1991 · 
1992 · 
1993 · 
1994 · 
1995 · 
1996 · 
1997 · 
1998 · 
1999 · 
2000 · 
2001 · 
2002 · 
2003 · 
2004 · 
2005 · 
2006 · 
2007 · 
2008 · 
2009 · 
2010 · 
2011 · 
2012 · 
2013 · 
2014 · 
2015 · 
2016 · 
2017 · 
2018 ·
2019 ·
2020 ·
2021 ·
2022 ·
2023 ·
2024 ·
2025
Albanië ·
Algerije ·
Andorra · 
Argentinië ·
Armenië · 
Azerbeidzjan · 
België ·
Bolivia · 
Brazilië ·
Brunei ·
Bulgarije · 
Chili ·
Costa Rica ·
Cuba ·
Cyprus · 
Denemarken · 
Duitsland · 
Egypte ·
Engeland ·
El Salvador ·
Estland · 
Faeröer · 
 Finland · 
Frankrijk · 
Georgië · 
Ghana ·
Grenada ·
Griekenland · 
Hongarije ·
Ierland ·
IJsland ·
Irak ·
Iran ·
Israël · 
Italië ·
Ivoorkust ·
Japan ·
Joegoslavië ·
Kameroen ·
Kazachstan ·
Kenia ·
Kirgizië ·
Kroatië · 
Letland · 
Liechtenstein · 
Litouwen · 
Luxemburg ·  
Malta ·
Marokko · 
Mexico · 
Moldavië · 
Montenegro · 
Nederland · 
Nieuw-Zeeland ·
Noord-Ierland · 
Noord-Macedonië ·
Noorwegen · 
Oekraïne · 
Oezbekistan ·
Oostenrijk · 
Polen ·
Portugal ·
Qatar · 
Roemenië · 
San Marino · 
Saoedi-Arabië · 
Schotland · 
Servië · 
Slovenië · 
Slowakije · 
Spanje · 
Syrië ·
Tadzjikistan ·
Tsjechië · 
Tunesië ·
Turkije ·
Uruguay · 
Verenigde Arabische Emiraten · 
Verenigde Staten ·
Vietnam  ·
Wales · 
Wit-Rusland ·
Zambia · 
Zuid-Korea · 
Zweden · 
Zwitserland
Algerije (2014) · 
België (2014) · 
België (2021) · 
Denemarken (2021) ·
Egypte (2018) ·
Engeland (2016) ·
Finland (2021) ·
Griekenland (2008) ·
Griekenland (2012) ·
Kroatië (2018) ·
Nederland (2008) ·
Polen (2012) ·
Saoedi-Arabië (2018) ·
Slowakije (2016) ·
Spanje (2008, groepsfase) ·
Spanje (2008, halve finale) ·
Spanje (2018) ·
Tsjechië (2012) ·
Uruguay (2018) ·
Wales (2016) ·
Zuid-Korea (2014) ·
Zweden (2008)
** = Onder de naam Gemenebest van Onafhankelijke Staten
AFC-zone: Afghanistan · Australië · Bahrein · Bangladesh · Bhutan · Brunei · Cambodja · China · Chinees Taipei · Filipijnen · Guam · Hongkong · India · Indonesië · Iran · Irak · Japan · Jemen · Jordanië · Koeweit · Kirgizië · Laos · Libanon · Macau · Maleisië · Maldiven · Mongolië · Myanmar · Nepal · Noord-Korea · Oezbekistan · Oman · Oost-Timor · Pakistan · Palestina · Qatar · Saoedi-Arabië · Singapore · Sri Lanka · Syrië · Tadjikistan · Thailand · Turkmenistan · Verenigde Arabische Emiraten · Vietnam · Zuid-Korea

CAF-zone: Algerije · Angola · Benin · Botswana · Burkina Faso · Burundi · Centraal-Afrikaanse Republiek · Comoren · Congo-Brazzaville · Congo-Kinshasa · Djibouti · Egypte · Equatoriaal-Guinea · Eritrea · Ethiopië · Gabon · Gambia · Ghana · Guinee · Guinee-Bissau · Ivoorkust · Kaapverdië · Kameroen · Kenia · Lesotho · Liberia · Libië · Madagaskar · Malawi · Mali · Mauritanië · Mauritius · Marokko · Mozambique · Namibië · Niger · Nigeria · Oeganda · Rwanda · Sao Tomé en Principe · Senegal · Seychellen · Sierra Leone · Soedan · Somalië · Swaziland · Tanzania · Togo · Tsjaad · Tunesië · Zambia · Zimbabwe · Zuid-Afrika · Zuid-Soedan 

CONCACAF-zone: Amerikaanse Maagdeneilanden · Anguilla · Antigua en Barbuda · Aruba · Bahama's · Barbados · Belize · Bermuda · Britse Maagdeneilanden · Canada · Kaaimaneilanden · Costa Rica · Cuba · Curaçao · Dominica · Dominicaanse Republiek · El Salvador · Frans Guyana · Grenada · Guadeloupe · Guatemala · Guyana · Haïti · Honduras · Jamaica · Martinique · Mexico · Montserrat · 
Nicaragua · Panama · Puerto Rico · Saint Kitts en Nevis · Saint Lucia · Saint Vincent en de Grenadines · Sint Maarten · Suriname · Trinidad en Tobago · Turks- en Caicoseilanden · Verenigde Staten

CONMEBOL-zone: Argentinië · Bolivia · Brazilië · Chili · Colombia · Ecuador · Paraguay · Peru · Uruguay · Venezuela

OFC-zone: Amerikaans-Samoa · Cookeilanden · Fiji · Nieuw-Caledonië · Nieuw-Zeeland · Papoea-Nieuw-Guinea · Samoa · Salomoneilanden · Tahiti · Tonga · Vanuatu

UEFA-zone: Albanië · Andorra · Armenië · Azerbeidzjan · België · Bosnië en Herzegovina · Bulgarije · Cyprus · Denemarken · Duitsland · Engeland · Estland · Faeröer · Finland · Frankrijk · Georgië · Gibraltar · Griekenland · Hongarije · IJsland · Ierland · Israël · Italië · Kazachstan · Kosovo · Kroatië · Letland · Liechtenstein · Litouwen · Luxemburg · Macedonië · Malta · Moldavië · Montenegro · Nederland · Noord-Ierland · Noorwegen · Oekraïne · Oostenrijk · Polen · Portugal · Roemenië · Rusland · San Marino · Schotland · Servië · Slovenië · Slowakije · Spanje · Tsjechië · Turkije · Wales · Wit-Rusland · Zweden · Zwitserland